# Stephen Murphy (Eishockeyspieler)
Stephen James Murphy (* 11. Dezember 1981 in Dundee, Schottland) ist ein britischer Eishockeytorwart, der seit 2009 bei den Belfast Giants in der Elite Ice Hockey League unter Vertrag steht. Sein Cousin Colin Shields ist ebenfalls professioneller Eishockeyspieler.

## Karriere
Stephen Murphy begann seine Karriere als Eishockeyspieler in der British Hockey League, in der er von 1997 bis 2004 für die Paisley Pirates, Fife Flyers, mit denen er 2000 sowohl die Hauptrunde, als auch die Playoffs der Liga gewann und auch in das All-Star-Team der Liga gewählt wurde, Dundee Stars, mit denen er 2002 ebenfalls Hauptrunde und Playoffs gewinnen konnte und sowohl von den Trainern, als auch von seinen Spielerkollegen zum Spieler des Jahres gewählt wurde, und Bracknell Bees aktiv war. Zur Saison 2004/05 wechselte der Torwart zum Bräcke IK aus der Division 1, der dritten schwedischen Spielklasse. Parallel kam er zudem zu fünf Einsätzen für IF Björklöven aus der zweitklassigen Allsvenskan. Die folgende Spielzeit verbrachte er beim schwedischen Zweitligisten IFK Arboga. Zur Saison 2006/07 kehrte der Nationalspieler in seine britische Heimat zurück und schloss sich den Edinburgh Capitals aus der Elite Ice Hockey League an. 2007 wurde er erstmals zum Torwart des Jahres in Großbritannien gewählt. In der Saison 2007/08 stand er für Stjernen Hockey in der norwegischen GET-ligaen zwischen den Pfosten. Die Saison 2008/09 verbrachte Murphy bei den Manchester Phoenix aus der EIHL und wurde erneut zum britischen Torwart des Jahres gewählt. Seither spielt er für deren Ligarivalen Belfast Giants, mit denen er 2010 die Playoffs der EIHL gewann, wozu er mit dem besten Gegentorschnitt und der besten Fangquote der Liga maßgeblich beitrug. Auch 2011 erreichte er den niedrigsten Gegentorschnitt der EIHL. 2012 und 2014 errang er mit seinem Team mit dem Gewinn der EIHL-Hauptrunde den Britischen Meistertitel. In beiden Jahren erzielte er erneut die geringste Gegentorrate und wurde folgerichtig 2012 in das First-All-Star-Team und 2014 in das Second-All-Star-Team gewählt. 2010, 2011, 2012, 2013 und 2014 wurde er zudem erneut zum Torwart des Jahres in Großbritannien gekürt.

### International
Für Großbritannien nahm Murphy im Juniorenbereich an der U18-Junioren-B-Weltmeisterschaft 1999 sowie der U20-Junioren-C-Weltmeisterschaft 2000 und nach Umstellung auf das heutige Divisionssystem der Division II der U20-Junioren-Weltmeisterschaft 2001 teil.
Im Seniorenbereich stand er im Aufgebot seines Landes bei den Weltmeisterschaften der Division I 2001, 2002, 2003, als er aber ohne Spieleinsatz blieb, 2005, 2006, 2007, als er jedoch zu keinem Einsatz kam, 2008, als er mit der besten Fangquote aller Torhüter in das All-Star-Team des Turniers gewählt wurde, 2010, als er mit der zweitbesten Fangquote hinter dem Ungarn Zoltán Hetényi zum besten Torhüter des Turniers gewählt wurde, 2011, als er mit der erneut besten Fangquote und dem zweitbesten Gegentorschnitt des Turniers (nach dem Kasachen Witali Jeremejew) erneut als bester Torhüter des Turniers gekürt wurde, 2012, 2013, 2014 und 2017, als er mit der besten Fangquote und dem geringsten Gegentorschnitt des Turniers maßgeblich zum Aufstieg der Briten von der B- in die A-Gruppe der Division I beitrug.
Zudem vertrat Murphy seine Farben bei den Qualifikationsturnieren für die Olympischen Winterspiele in Vancouver 2010 und in Sotschi 2014.

## Erfolge und Auszeichnungen
| - 2000 Gewinn der Hauptrunde und der Playoffs der BNL mit den Fife Flyers - 2000 BNL All-Star Team - 2002 Gewinn der Hauptrunde und der Playoffs der BNL mit den Dundee Stars - 2002 BIHWA British Netminder Trophy - 2002 Coaches Player Of The Year - 2002 Player’s Player Of The Year - 2007 British Netminder of the Year - 2009 British Netminder Of The Year - 2010 Gewinn der Hauptrunde der EIHL - 2010 British Netminder Of The Year - 2010 EIHL All-Star First Team - 2010 Britischer Spieler des Jahres der EIHL - 2010 Niedrigster Gegentorschnitt der EIHL | - 2010 Beste Fangquote der EIHL - 2011 British Netminder Of The Year - 2011 EIHL All-Star Second Team - 2012 EIHL-Hauptrundensieger mit den Belfast Giants und damit britischer Meister - 2012 British Netminder Of The Year - 2012 EIHL All-Star First Team - 2012 Niedrigster Gegentorschnitt der EIHL - 2012 Beste Fangquote der EIHL - 2013 British Netminder of the Year - 2014 EIHL-Hauptrundensieger mit den Belfast Giants und damit britischer Meister - 2014 Niedrigster Gegentorschnitt der EIHL - 2014 Second All-Star-Team der EIHL - 2014 British Netminder of the Year |

### International
| - 2008 All-Star-Team der Weltmeisterschaft der Division I, Gruppe A - 2008 Beste Fangquote der Weltmeisterschaft der Division I, Gruppe A - 2010 Bester Torwart der Weltmeisterschaft der Division I, Gruppe B - 2011 Bester Torwart der Weltmeisterschaft der Division I, Gruppe B | - 2011 Beste Fangquote der Weltmeisterschaft der Division I, Gruppe B - 2017 Aufstieg in die Division I, Gruppe A bei der Weltmeisterschaft der Division I, Gruppe B - 2017 Beste Fangquote und geringster Gegentorschnitt bei der Weltmeisterschaft der Division I, Gruppe B |